# 基利安·勒布卢克
基利安·勒布卢克（法語：Kilian Le Blouch，1989年10月7日—），法国男子柔道运动员，2020年欧洲柔道锦标赛男子66公斤级铜牌得主、2020年夏季奥林匹克运动会混合团体金牌得主。